# Stamnaria
Stamnaria Fuckel – rodzaj grzybów z typu workowców (Ascomycota).

## Charakterystyka
Gatunki należące do rodzaju Stamnaria to grzyby pasożytnicze. Tworzą askokarpy typu apotecjum. Ich charakterystycznymi cechami są:
- wszystkie są pasożytami skrzypów (Equisetum),
- mają grubą, szklistą, zżelatynizowaną warstwę w wewnętrznej warstwie ekscypulum (medullary excipulum),
- mają żółtopomarańczowe karotenoidy w zewnętrznej warstwie ekscypulum (ectal excipulum),
- ich apothecja przebijają się przez naskórek żywiciela,
- anamorfy należą do rodzaju Titaeospora[2].

## Systematyka i nazewnictwo
Pozycja w klasyfikacji według Index Fungorum: Incertae sedis, Helotiales, Leotiomycetidae, Leotiomycetes, Pezizomycotina, Ascomycota, Fungi.
Takson ten utworzył Leopold Fuckel w 1870 r.
Gatunki:
- Stamnaria americana Massee & Morgan 1902s
- Stamnaria herjedalensis (Rehm) Bubák 1903
- Stamnaria hyalopus P. Karst. 1887
- Stamnaria persoonii (Moug.) Fuckel 1870
- Stamnaria pusio (Berk. & M.A. Curtis) Massee 1891
- Stamnaria thujae Seaver 1936
- Stamnaria yugrana Filippova, Haelew. & Baral 2018

Nazwy naukowe na podstawie Index Fungorum.
W Polsce występuje Stamnaria persoonii.